# Kargopol, Arhanghelsk
Kargopol (ru. Каргополь) este un oraș situat în NV Rusiei, în Regiunea Arhanghelsk. Este amplasat de-o parte și de alta a râului Onega, la câțiva kilometri nord de lacul Lacea.

## Geografie

### Climat
| Date climatice pentru Kargopol      | Date climatice pentru Kargopol | Date climatice pentru Kargopol | Date climatice pentru Kargopol | Date climatice pentru Kargopol | Date climatice pentru Kargopol | Date climatice pentru Kargopol | Date climatice pentru Kargopol | Date climatice pentru Kargopol | Date climatice pentru Kargopol | Date climatice pentru Kargopol | Date climatice pentru Kargopol | Date climatice pentru Kargopol | Date climatice pentru Kargopol |
| Luna                                | Ian                            | Feb                            | Mar                            | Apr                            | Mai                            | Iun                            | Iul                            | Aug                            | Sep                            | Oct                            | Nov                            | Dec                            | Anual                          |
| ----------------------------------- | ------------------------------ | ------------------------------ | ------------------------------ | ------------------------------ | ------------------------------ | ------------------------------ | ------------------------------ | ------------------------------ | ------------------------------ | ------------------------------ | ------------------------------ | ------------------------------ | ------------------------------ |
| Maxima medie °C (°F)                | −8.1 (17,4)                    | −6.4 (20,5)                    | −0.1 (31,8)                    | 7.5 (45,5)                     | 15.2 (59,4)                    | 20.2 (68,4)                    | 22.7 (72,9)                    | 19.4 (66,9)                    | 13.1 (55,6)                    | 5.6 (42,1)                     | −1.7 (28,9)                    | −5.6 (21,9)                    | 6,8 (44,2)                     |
| Media zilnică °C (°F)               | −11.7 (10,9)                   | −10.2 (13,6)                   | −4.6 (23,7)                    | 2.6 (36,7)                     | 9.5 (49,1)                     | 14.7 (58,5)                    | 17.5 (63,5)                    | 14.6 (58,3)                    | 9.4 (48,9)                     | 3.1 (37,6)                     | −4.2 (24,4)                    | −8.7 (16,3)                    | 2,7 (36,9)                     |
| Minima medie °C (°F)                | −15.2 (4,6)                    | −13.9 (7)                      | −9.1 (15,6)                    | −2.3 (27,9)                    | 3.9 (39)                       | 9.1 (48,4)                     | 12.2 (54)                      | 9.8 (49,6)                     | 5.6 (42,1)                     | 0.6 (33,1)                     | −6.6 (20,1)                    | −11.7 (10,9)                   | −1,5 (29,3)                    |
| Minima istorică °C (°F)             | −44.2 (−47.6)                  | −39 (−38.2)                    | −33.7 (−28.7)                  | −20.7 (−5.3)                   | −7.3 (18,9)                    | −2.3 (27,9)                    | 1.2 (34,2)                     | −1.4 (29,5)                    | −7.4 (18,7)                    | −16.1 (3)                      | −31.8 (−25.2)                  | −37.9 (−36.2)                  | −44,2 (−47,6)                  |
| Precipitații mm (inches)            | 41.3 (1.626)                   | 32.7 (1.287)                   | 34.6 (1.362)                   | 33.8 (1.331)                   | 54.7 (2.154)                   | 66.4 (2.614)                   | 76.3 (3.004)                   | 83.6 (3.291)                   | 61.8 (2.433)                   | 60.1 (2.366)                   | 55.2 (2.173)                   | 52.0 (2.047)                   | 652,5 (25,689)                 |
| Sursă: Climate and weather Kargopol |                                |                                |                                |                                |                                |                                |                                |                                |                                |                                |                                |                                |                                |